# 18818 Ясухіко
18818 Ясухіко (18818 Yasuhiko) — астероїд головного поясу, відкритий 21 червня 1999 року.
Тіссеранів параметр щодо Юпітера — 3,583.
Названо на честь Ясухіко (яп. やすひこ).